# برنارد برسلاو
برنارد برسلاو (انگلیسی: Bernard Bresslaw; ۲۵ فوریهٔ ۱۹۳۴ – ۱۱ ژوئن ۱۹۹۳) بازیگر و خواننده اهل انگلستان بود. وی بین سال‌های ۱۹۵۴ تا ۱۹۹۳ میلادی فعالیت می‌کرد.
از فیلم‌ها یا برنامه‌های تلویزیونی که وی در آن نقش داشته‌است می‌توان به کرول، ادامه بده… تا بالای خیبر، ادامه بده، مورگان، بیمار مناسبی برای درمان، و جوجه‌اردک زشت اشاره کرد.

## زندگی شخصی
برسلاو در سال ۱۹۵۹ با رقصنده بتی رایت ازدواج کرد و تا زمان مرگش در سال ۱۹۹۳ با او بود. آنها سه پسر داشتند: جیمز، مارک و جاناتان.